# August Hirt
August Hirt (Mannheim, 28 april 1898 – Schluchsee, 2 juni 1945) was een Nazi-anatomist die aan het hoofd stond van de experimenten in het Natzweiler-Struthofkamp. Hij was verbonden aan de universiteit van Straatsburg.

## Biografie

### Gedurende WOII
Hirt was algemeen verantwoordelijke voor alle experimenten in het Natzweiler-Struthofkamp, waar geëxperimenteerd werd met gif- en mosterdgas, vitamines en virussen. Zelf deed hij vooral anatomische onderzoeken en vitamineonderzoek. Dr. Niels Eugen Haagen deed virusonderzoek en Karl Wimmer de experimenten met de gassen.
Een transport van 86 Joden dat op 2 augustus 1943 aankwam werden onmiddellijk vergast en voor onderzoek naar de universiteit gebracht. De concrete onderzoeken op de lichamen zijn onbekend. Hirt hield er wel een skelettencollectie op na. Ter herdenking van dit bewuste transport hangt een gedenkteken aan de buitenmuur van de universiteit.

### Na WOII
Na de capitulatie van Duitsland probeerde hij ondergedoken verder te leven, maar pleegde na enkele maanden zelfmoord. In 1952 werd hij bij verstek ter dood veroordeeld door een Franse rechtbank die niet op de hoogte was van zijn overlijden.
In 2015 werd zijn stalencollectie van slachtoffers teruggevonden door aanwijzingen uit een brief daterende van 1952.